# Liste des familles nobles de Lorraine
La liste des familles nobles de Lorraine comprend les principales familles nobles originaires de Lorraine, qu'elles soient subsistantes ou éteintes.
En suivant la chronologie de la formation de la Lorraine, on distingue :
- la noblesse qui siège aux états de Nancy
- la noblesse qui siège aux états du Bassigny
- la noblesse qui siège aux états de Bar à Saint-Mihiel avant 1600

## Les Lorrains de Nancy

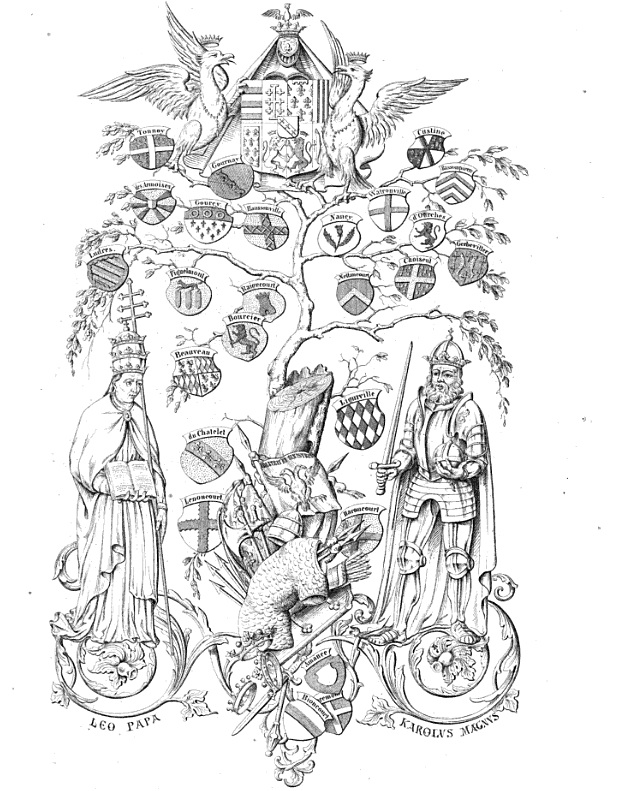
Les familles de l'ancienne chevalerie lorraine et leurs blasons.

### Le Ban ducal
La plus haute noblesse lorraine siégea au sein du Ban ducal, qui constituait l'institution la plus illustre du duché, une sorte de « tribunal souverain, propre à la nation lorraine » : « On sait que dans ce noble corps, dont les travaux étaient gratuits, et où siégeaient seuls les chefs des familles patriotes immémoriales, dites ‘’d'ancienne chevalerie’’, chacun des membres était libre d’échanger son rôle de juge contre le glorieux privilège de se faire, s'il le voulait, l'avocat de ses amis ‘’ou des pauvres’’. Il n'y avait pas de si hauts personnages en Lorraine, fût-ce un Lenoncourt, un Du Chatelet, un Des Armoises, un Du Beauvau, un Choiseul, un Bassompierre, un Ludres, un Custine, un Ficquelmont, un Raigecourt, un d’Haussonville, à qui ne pusse s’adresser des paysans dans la misère, en le priant de remplacer pour eux l'homme de loi, et de plaider leur cause. La haute fonction de ces pères de la patrie. »
Extraits du discours de Prosper Guerrier de Dumast prononcé devant le congrès de l'Académie de Stanislas en 1850 :
« Siégeaient au ban ducal, magistrats-chevaliers,
Et d'un « sénat des rois » semblaient faire partie :
Lignéville, Beauvau, Custine, Lambertye,
Raigecourt, Nettancourt, Montarby, Le Veneur, 
Choiseul, de qui La Mothe a conservé l'honneur,
D'Haussonville, qu'ici prônait jusqu'à la pierre, 
Ludre, , Mitry, Bouzey, Du Hautoy, Bassompierre,
D'Hunolstein, Ficquelmont, Briey, D'Ourches, La Vaulx,
Gourcy... Qu'ils viennent tous en aide à nos travaux. »

### L'ancienne chevalerie de Lorraine
On peut consulter :
- Les Chevaux de Lorraine
- Liste des maisons de l'ancienne chevalerie de Lorraine
- L'armorial de Mathieu Husson[3],[4]
- L'armorial de Jean Cayon[5]

## Les Lorrains du Bassigny
Sont convoqués aux états du Bassigny par le duc Charles III en 1580:
Procès-verbal de la séance de 1580 à Bourmont:

Philibert du Chastellet
Claude Villiers
Signé du duc Charles à Louppy

Convocation pour le 7 novembre 1580 à La Mothe

Saint Balmont
Ligneville capitaine de La Mothe
C Guerin
M Henry

Philibert du Chastellet prévoit pour le 7 novembre de tenir les états en l'hôtel de Catherine de Sandrecourt, veuve de Christophe de Ligneville, à La Mothe, convocations pour le 8.

greffier Jean Blanchevoye.

élus le 10 octobre

Clergé:

Anne du Chastellet,
Philippes de Choiseul,
Gabriel de Saint Belin,
Nicol Levain,
Paris Huart, 

Noblesse:

Jean du Chastellet, 

René d'Anglure (capitaine de La Mothe), 

Christophe de Choiseul, 

Jacque de Luz, 

Claude des Verrières, 

Noble seigneur Bertrand de Jalin, escuier, seigneur usufruictier de la prevosté de Chastillon, aagé de LVI ans ou environ.

Pierre de Monstreul, escuier, seigneur dudit lieu, aagé de LXVI ans ou environ.

Pierre de Bignecourt, escuier, seigneur de Verrecourt en partie, aagé de LX ans ou environ.

Guillaume de Seurey, escuier, seigneur de Verrecourt en partie, aagé de XL ans.

Didier de Mandres, escuier, seigneur de Chaulmont la Ville en partie, aagé de XLVI ans.

Robert de Noirbeuille, escuier, seigneur de Senaides en partie. etc., aagé de XLVIII ans ou environ.

Guillaume de Bouzey, escuier, aagé de LXXV ans ou environ.

Pierre de Sainctouaym, escuier, aagé de LIIII ans ou environ.

Nous Jehans de Seroncourt, bailly dessus nommé, aagé de LX ans ou environ.

Nous Didier Beget, seneschal de la Mothe dessusdit, aagé de L ans ou environ.

Jehan Daucy, escuier, seigneur de Charmes en l'Angle, gruier du Bassigny, aagé de L ans ou environ.

Noble homme Drouot la Guerre, prevost de la Marche, aagé de LXIIII ans.

Noble homme Claude Vivien, clerc, juré de la Marche, aagé de LIIII ans.

## Les Lorrains du Barrois
Dans la coutume de 1579 on trouve :
Cherisey, d'Aunoy, Rosières, Laudinot, Perin, Moictrey, du Puys, d'Ourches, d'Aussigny, Bonnaitre, Château-Regnaut, Mehairon, Tresves, Saintignon, Balaine, Raulin, siégeant pour la noblesse. Tous sont fieffés mais pas forcément nobles. Arnould, dont beaucoup de membres ont été mis à mort lors de la Révolution française. Il reste cependant des descendants en Meuse qui ignorent leur affiliation.

## Liste de familles nobles de Lorraine

### A
- d'Allamont[8]
- d'Amance[9]
- d'Amoncourt[10]
- d'Anglure[9]
- d'Apremont[9]
- d'Ardres[11]
- des Armoises[9]
- d'Autel[9]
- d'Auxy, d'Aulcy ou Daucy[12]
- d'Aulnoy[9]
- d'Avillier[13]

### B
- Bainville, anobli le 8 septembre 1618. chevaux légers de la garde de S.A.R., le 20 juin 1710[14].
- de Bar[9]
- Bareth[15]
- Bassompierre[9]
- de Bazelaire
- Baudricourt[9]
- de Bauffremont[16]
- de Beauvau[9]
- Beguet ou Beget[16]
- Berman[9],[17]
- de Bilistein ou de Bildstein[9],[18]
- de Bourcier[12]
- Bouzey[9]
- du Breuil ou de Broyes[9]
- de Briey[9]
- Bulisy[19]

### C
- du Châtelet[9]
- Chaufour[19]
- de Chérisey[20]
- de Choiseul[9]
- Collignon (de Silly)[9]
- de Croy[9]
- Cuny[21],[22]
- de Custine[9]

### D
- Dommartin[9]
- Doyen[23]

### F
- de Failly ou du Fay[16]
- de Ficquelmont[24], ancienne extraction, Honneurs de la Cour (03/1789)
- Fontenoy[16]
- Forcelles (voir épitaphe des gisants)

### G
- de Gerbeviller[9]
- de Gombervaux[17]
- de Gourcy (olim de Gorcey)[9]
- de Gournay[9]
- de Gellenoncourt[25]

### H
- de Haraucourt[12]
- du Han[9](voir aussi Forcelles-Saint-Gorgon)
- du Hautoy[9]
- de (la) Hausse[26]
- d'Haussonville[9]
- d'Hoffelize Liégeois, Lettre impériale de 1726,
famille issue de Regnault d'Hoffelize (Vic-sur-Seille, XVe siècle)
- Héraudel[12]
- d'Houche[19]
- de Housse[27]
- d'Hunolstein[16]
- Houillon, Lettres du duc de Lorraine (13/07/1533, Lunéville)
- Humblot, Lettres du duc de Lorraine (23/02/1564, Nancy)[28], anobli par charges (1627), Honneur de la Cour (1649), maintenue (1669,1698)[29], anoblissement par L.P du roi Louis (04/1661), admise aux États de Bourgogne (1712)[30]

### L
- de Lambertye[9]
- de La Tour[9],[19]
- de La Vallée[9]
- de Lavaulx
- de Lenoncourt[9]
- Le Veneur[16]
- de Ligniville[9]
- de Lorraine[9]
- de Ludre[9]
- Luz[9]

### M
- Macquart
- Magnien de Magnienville
- de Magnières[17]
- de Mandre[9]
- Marchéville[9]
- de Martimprey[9]
- Mercy[9]
- de Metz[9]
- Mitry[26]
- de Montarby[26]

### N
- de Nancy[9]
- de Nettancourt[9]

### O
- d'Orgain[31]
- d'Ourches

### P
- de Pouilly[9]

### R
- de Raigecourt[9]
- de Rarécourt
- Raulecourt[32]
- Receicourt[33]
- de Reinach[33],[34]
- Roncourt[35]

### S
- de Saint Belin[36]
- de Saintignon[9]
- de Saint-Ouen[37]
- des Salles[16]
- Salme[9]
- Sarrazin[16]
- Savigny[9]
- Seraucourt[9]
- de Stainville[9]

### V
- de Verrières[9]
- Vidrange dit Plumerel[12]
- de Vigneulles du Sart[38],[39]
- de Villaucourt

### W
- Watronville[16]